# Minh Hòa, Yên Lập
Minh Hòa là một xã thuộc huyện Yên Lập, tỉnh Phú Thọ, Việt Nam.
Xã Minh Hòa có diện tích 17,62 km², dân số năm 1999 là 3200 người, mật độ dân số đạt 182 người/km².